# Articulation du carpe
Les articulations du carpe (ou articulations intercarpiennes) sont les articulations qui unissent les huit os du carpe entre eux.
Elles sont constituées de trois groupes d'articulations :
- les articulations unissant les os de la première rangée proximale du carpe entre eux,
- les articulations unissant les os de la deuxième rangée distale du carpe entre eux,
- l'articulation unissant les os de la rangée proximale à ceux de la rangée distale : l'articulation médio-carpienne.

## Articulations

### Articulations de la rangée proximale
Les articulations de la rangée proximale sont des articulations planes.
Le scaphoïde s'articule médialement avec le lunatum et le lunatum médialement avec le triquétrum..
Le scaphoïde, le lunatum et le triquétrum sont reliés par des ligaments inter-carpiens dorsaux, palmaires et interosseux.
Le ligament scapho-triquétral dorsal est un ligament intercarpien dorsal qui relie horizontalement les faces dorsales du scaphoïde et du triquétrum en passant au-dessus du capitatum sans s'y insérer..
Le ligament scapho-triquétral palmaire est un ligament intercarpien palmaire qui relie le scaphoïde au triquétrum en passant au-dessus du lunatum sans s'y insérer. Il est placé profondément en arrière des tendons fléchisseurs et des ligaments extrinsèques du carpe.
Le ligament interosseux scapho-lunaire relie le scaphoïde et le lunatum et le ligament interosseux luno-triquétral relie le lunatum et le triquétrum.

#### Articulation de l'os pisiforme
Le pisiforme est situé au même niveau que la rangée proximale mais en avant. il forme l'articulation de l'os pisiforme avec la face inféro-interne du triquétrum.
Son système ligamentaire est constitué des ligaments piso-hamatum et piso-métacarpien.

### Articulations de la rangée distale
Ces articulations sont également des articulations planes reliées par des ligaments inter-carpiens dorsaux, palmaires et interosseux.
Le trapèze s'articule médialement avec le trapézoïde.
Le trapèzoïde s'articule médialement avec le capitatum.
Le capitatum s'articule médialement avec l'hamatum.
Le ligament triquétro-trapézo-trapézoïdien est un ligament intercarpien dorsal qui contribue aux articulations du trapèze et du trapézoïde.
Les ligaments capito-trapézien et capito-hamatal sont les ligaments intercarpiens palmaires qui contribue aux articulations du capitatum.
Les ligaments interosseux trapézo-trapézoïdien, trapézoïdo-capital et capito-hamatal sont les ligaments interosseux qui contribuent à ces articulations.

### Articulation médio-carpienne
Les faces inférieures des os de la rangée proximale du carpe forme une surface articulaire, ainsi que les faces supérieures des os de la rangée distale. Ces deux surfaces s'articulent pour former l'articulation médio-carpienne.

## Membrane synoviale
La membrane synoviale du carpe est très étendue et délimite une cavité synoviale de forme très irrégulière.
La partie supérieure de la cavité s'interpose entre les faces inférieures du scaphoïde, du lunatum et du triquétrum et les faces supérieures des os de la deuxième rangée.
Elle envoie deux prolongements vers le haut, entre le scaphoïde et le lunatum, et entre le lunatum et le triquétrum et trois prolongements vers le bas entre les quatre os de la deuxième rangée.
Les prolongements entre le trapèze et le trapézoïde et entre le trapézoïde et le capitatum sont souvent en continuité avec la cavité des articulations carpo-métacarpiennes.
Il y a une membrane synoviale séparée entre le pisiforme et le triquétrum.